# Собко, Вадим Николаевич
Вади́м Никола́евич Собко́ (1912—1981) — украинский советский писатель, сценарист, драматург. Подполковник.

## Биография
В. Н. Собко родился 5 (18) мая 1912 года в Москве в семье военнослужащего. В 1930 году окончил профшколу. В 1930—1934 годах работал слесарем на ХТЗ. В 1934—1939 году учился на филологическом факультете КГУ имени Т. Г. Шевченко. Член ВКП(б) с 1940 года.
Первые произведения Собко были опубликованы в 1930 году. За это время опубликовал около 30 книг своих произведений. Среди них «Кровь Украины», «Кавказ», «Огонь Сталинграда», «Далёкий фронт», «Путь звёзд»
Известность писателю принесла трилогия «Звёздные крылья» (1937—1950). С июня 1941 года служил в РККА, во время Великой Отечественной войны участвовал в боевых действиях, сотрудничал во фронтовых газетах «Защитник Родины» (9 армия) и «Советский боец» (5-я ударная армия). При взятии Берлина был тяжело ранен. В 1946—1947 годах вновь работал в редакции армейской газеты. В 1947—1950 годах был начальником отдела культуры газеты «Советское слово» при Советской военной администрации в Берлине, после чего демобилизовался в звании подполковника.
Основные темы творчества — события войны и жизнь советских людей послевоенного времени. Произведения характеризуются морально-этической проблематикой, динамичным сюжетом и острой интригой.
Родной племянник Вадима Собко, писатель и кинорежиссёр Гелий Снегирёв, известный в семидесятые годы диссидент.
В. Н. Собко умер 12 сентября 1981 года в Киеве. Похоронен на Байковом кладбище.

## Награды и премии
- орден Отечественной войны I степени (28.04.1945)
- 2 ордена Трудового Красного Знамени (24.11.1960; 05.06.1962)
- 2 ордена Красной Звезды (04.10.1942, был представлен к ордену Красного Знамени; 03.05.1944, был представлен к ордену Отечественной войны II степени)
- медали
- Сталинская премия третьей степени (1951) — за роман «Залог мира»
- Государственная премия УССР имени Т. Г. Шевченко (1975) — за роман «Лихобор»
- Медаль имени Александра Фадеева

## Произведения

### Романы
- 1937—1950 — «Звёздные крылья», трилогия («Гранит», «Крейсер», «Звёздные крылья»)
- 1943—1947 — «Путь звезды», трилогия (рус. пер. 1959)
- 1948 — «Далёкий фронт»
- 1950 — «Залог мира»
- 1952 — «Белое пламя»
- 1954 — «Стадион»
- 1957 — «Обыкновенная жизнь» (рус. пер. 1959)
- 1959 — «Покой нам только снится»
- 1962 — «Матвеевский залив»
- 1963 — «Суровый друг»
- 1968 — «Первые капли дождя»
- 1970 — «Почётный легион»
- 1973 — «Мадонна»
- 1973 — «Лихобор»
- 1974 — «Нагольный кряж»
- 1978 — «Ключ»(рус. пер. 1981)

### Пьесы
- 1949 — «За вторым фронтом»
- 1950 — «Жизнь начинается снова»
- 1963 — «Киевская тетрадь»

### Киносценарии
- 1959 — Когда начинается юность
- 1962 — Цветок на камне

## Фильмы
Пьеса «Голосеевский лес» (1968) дважды экранизирована — телеспектакль «Голосеевский лес» 1970 года в постановке Театра имени Ивана Франко, и фильм «Софья Грушко» 1972 года.